# Морган Амалфитано
Морган Амалфитано (роден на 30 юни 1986 в Ница) е френски футболист, играе като десен полузащитник, и се състезава за Олимпик Марсилия и националния отбор на Франция.

## Клубна кариера

### Седан и Лориен
Амалфитано прави професионалния си дебют на 6 авсгут 2006 г. за Седан срещу Олимпик Марсилия. Мачът завършва 0-0. През първия си сезон изиграва 30 мача, като започва титуляр в 28 от тях. Въпреки това не успява да помогне на клуба си и Седан изпада от Лига 2, завършвайки на 19-о място. През следващия сезон Седан завършва 4-ти и не успява да се върне обратно в Лига 2.
През лятото на 2008 г. Амалфитано се премества в Лориен. За 3 сезона с екипа на Лориен той реализира 14 гола в 110 мача.

### Олимпик Марсилия
През лятото на 2011 г. Амалфитано подписва с гранда Олимпик Марсилия със свободен траснфер. Договорът му е до лятото на 2015 г. Дебютът за новия си отбор прави на 27 юли в мач за Суперкупата на Франция срещу Лил, а отбора му печели трофея с 5-4 след изпълнения на дузпи. на 6 август прави дебюта си за Марсилия в Лига 1, като е заменен от Валбуена в 66-ата минута при равенството 2-2 със Сошо. на 13 септември 2011 г. дебютира в турнира Шампионска лига при победата с 1-0 над Олимпиакос. На 27 септември вкарва първият си гол за Марсилия и асистира за гола на Джордан Аю при победата с 3-0 над Пари Сен Жермен. На 6 декември 2011 г. Амалфитано добавя две асистенции в последния мач от груповата фаза на Шампионска лига срещу Борусия Дортмунд, а Марсилия осъществява невероятен обрат и печели мача с 3-2.
Амалфитано иргае пълни 120 минути при победата с 1-0 над Олимпик Лион във финала за Купата на Лигата. В дебютния си сезон изиграва общо 49 мача, но клубът му не успява да се класира за турнира Шампионска лига.

## Национален отбор
Дебютът си за националния отбор на Франция прави на 29 февруари 2012 г. в контрола срещу съседите от Германия. Франция печели мача с 2-1, а Амалфитано асистира за гола на Флоран Малуда.

## Личен живот
По-малкият брат на Морган, Ромен Амалфитано, също е футболист. Играе за английския Нюкасъл.

## Отличия
- Суперкупа на Франция: 2011
- Купа на Лигата на Франция: 2012